# 플레야드 총서

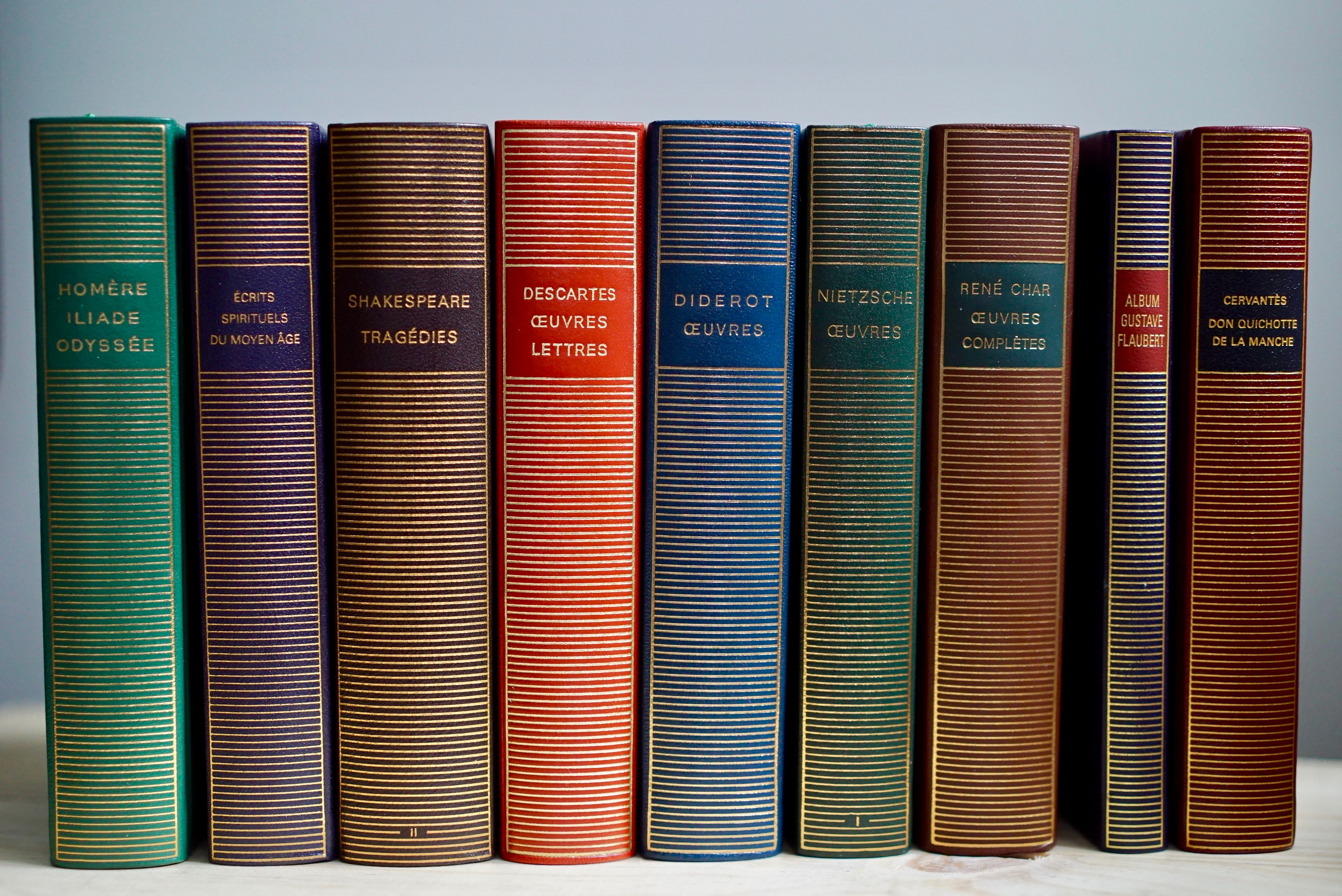
시기에 따라 7개의 색을 띠는 플레야드 총서, 두 색은 앨범과 시리즈 외 저작이다.

플레야드 총서(Bibliothèque de la Pléiade)는 갈리마르 출판사가 출간하는 프랑스 출판사의 주요 총서 중 하나이다. 작가들의 빼어난 저술을 한데 모으고, 각 권에는 고증 관련 자료들을 실은 플레야드 총서는 명예로운 참조본의 지위를 지닌다. 플레야드 총서로 출간됨은 곧 어떤 한 작가가 평생 동안 저술한 작품들을 헌신적으로 다룬다는 것으로, 몇몇 작가들은 살아 생전 총서에 실리기도 한다. 오늘날 플레야드 총서는 불문학만이 아닌 세계 문학의 주요 작품들을 출간한다.
플레야드 총서는 완전 가죽 장정에 금도금된 제본으로 출간된 고급본으로, 종이는 성경용지에 인쇄되어 매우 가볍다.
플레야드 총서는 플레야드 앨범, 플레야드 아젠다, 플레야드 백과사전과 같은 다른 출판물하고는 별개인데, '플레야드Pléiade'라는 말은 보통 환유적으로 플레야드 총서에 속한 저작을 가리킨다.

### 2004년까지 가장 많이 팔린 10권의 저작

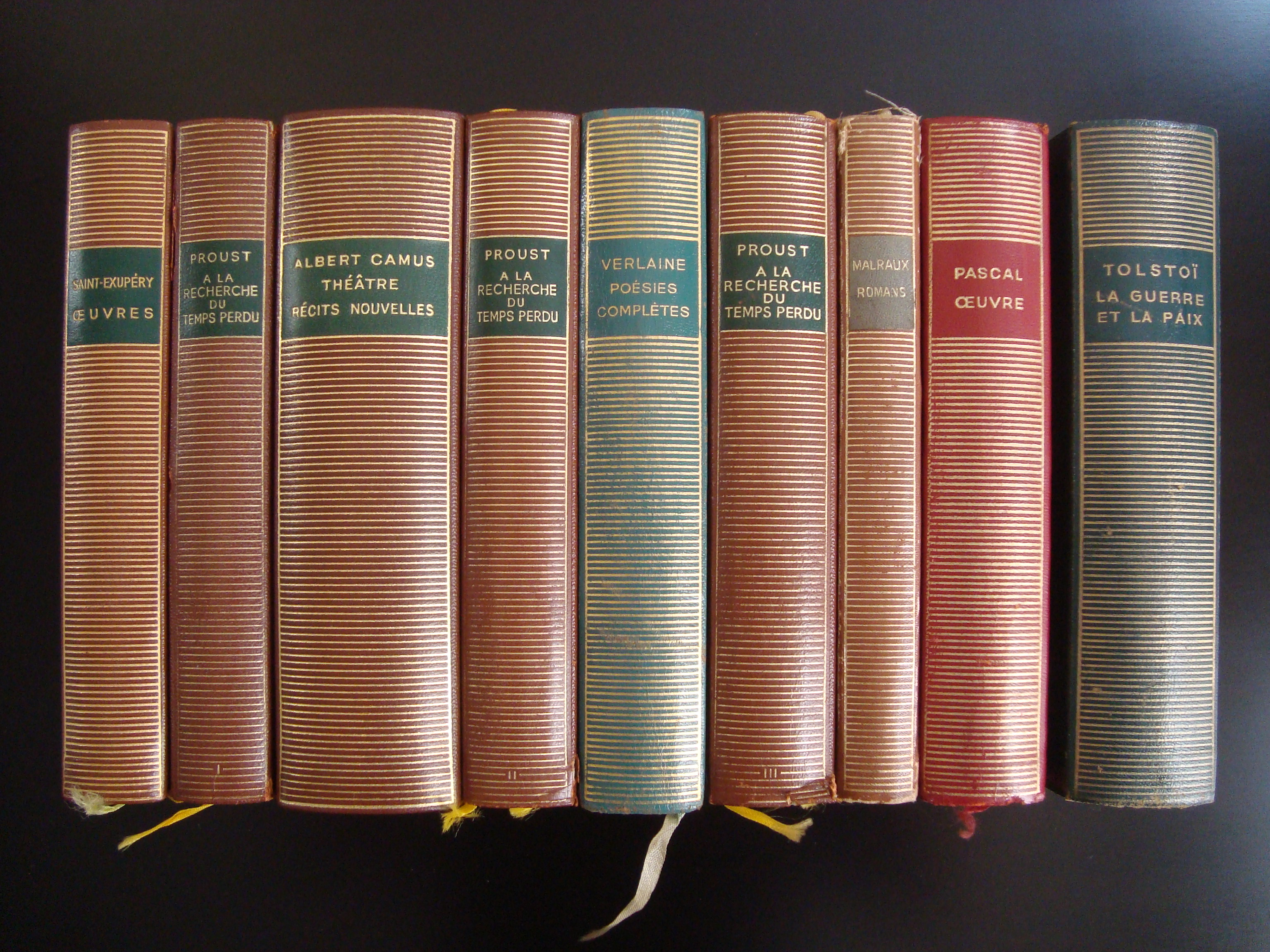
플레야드 총서 중 가장 많이 팔린 책들. (아폴리네르가 빠져 있음)

2004년 6월 갈리마르 출판사 공식 사이트의 인기 순위에 따르면 :
- 앙투안 드 생텍쥐페리 : 저작Œuvres (1953) : 340,000부
- 마르셀 프루스트 : 잃어버린 시간을 찾아서À la recherche du temps perdu, 1권 (1954) : 250,000부
- 알베르 카뮈 : 극작-이야기 및 단편Théâtre – Récits et Nouvelles (1962) : 218,000부
- 마르셀 프루스트 : 잃어버린 시간을 찾아서À la recherche du temps perdu, 2권 (1954) : 208,000부
- 폴 베를렌 : 시 전집Œuvres poétiques complètes (1938) : 207,000부
- 마르셀 프루스트 : 잃어버린 시간을 찾아서À la recherche du temps perdu, 3권 (1957) : 198,000부
- 앙드레 말로 : 소설Romans (1947) : 160,000부
- 기욤 아폴리네르 : 시선Œuvre poétique (1956) : 143,000부
- 블레즈 파스칼 : 전집Œuvres complètes (1936) : 135,000부
- 레오 톨스토이 : 전쟁과 평화La Guerre et la Paix (1945) : 134,000부

1. ↑  D'après le site des éditions Gallimard, juin 2004, archive.